# Tentamen Florae Abyssinicae
Tentamen Florae Abyssinicae (abreviado Tent. Fl. Abyss.) es un libro con ilustraciones y descripciones botánicas que fue escrito por el médico, micólogo, botánico, pteridólogo, y briólogo francés Achille Richard y publicado en 2 volúmenes en los años 1847-1850.

## Publicación
- Volumen n.º 1, p. 1-254, 1847, p. 255-304, 1847-1848, p. 255-304, 1848;
- Volumen n.º 2, 1850; fol. (atlas), 1851